# Gråhuvad borstbulbyl
Gråhuvad borstbulbyl (Bleda canicapillus) är en fågel i familjen bulbyler inom ordningen tättingar.

## Utseende och läte
Gråhuvad borstbulbyl är en udda och relativt färgglad afrikansk bulbyl. Den är mörkt olivgrön på ovansida och stjärt, mestadels grå på huvudet och gul på undersidan. På stjärten syns gula fläckar i hörnen. Arten liknar grönstjärtad borstbulbyl, men denna har istället olivgrönt på huvudet och unikt blå bar hud ovan ögat. Roststjärtad borstbulbyl har just roströd stjärt. I det lilla området där den överlappar med gultyglad borstbulbyl har denna en gul fläck i ansiktet och heller ej grått huvud. 
Sången består av en vanligen fallande serie gladlynta visslingar. Bland lätena hörs olika tjirpande toner och genomträngande visslingar.

## Utbredning och systematik
Gråhuvad borstbulbyl behandlas antingen som monotypisk eller delas in i två underarter med följande utbredning:
- Bleda canicapillus canicapillus – förekommer från Guinea-Bissau till sydvästra Kamerun
- Bleda canicapillus morelorum – förekommer i Senegal och Gambia

## Levnadssätt
Gråhuvad borstbulbyl hittas i undervegetation i regnskog, galleriskog och frodig ungskog. Den följer svärmande vandringsmyror och deltar ibland i kringvandrande artblandade flockar.

## Status
Arten har ett stort utbredningsområde och beståndet anses stabilt. Internationella naturvårdsunionen IUCN listar den därför som livskraftig (LC).